# Ti amo
«Ti amo»" ([ti ˈaːmo]; «Я люблю тебя») — песня итальянского певца Умберто Тоцци. Была им выпущена как сингл в 1977 году.
С 1977 года песня перепевалась многими артистами на разных языках. Так, были изданы испанская, немецкая, французская, английская версии.
В 2002 году Умберто Тоцци выпустил как сингл новую версию этой песни, на этот раз он спел её в дуэте с французской певицей Леной Ка. Текст в этой версии был двуязычным, на итальянском и французском языках.

## Список композиций

### Версия 1977 года
7"-й сингл single
1. «Ti amo» — 4:07
2. «Dimentica, dimentica» — 4:10

### Версия 2002 года
CD-сингл
1. «Ti amo (Rien que des mots)» — 3:56
2. «Ti amo» (в исп. Умберто Тоцци) — 4:05

## Чарты и продажи
| Чарт (1977—1978)          | Наив. поз. |
| ------------------------- | ---------- |
| Австралия                 | 25         |
| Австрия                   | 3          |
| Бельгия                   | 4          |
| Нидерланды (Mega Top 100) | 15         |
| Франция (SNEP)            | 1          |
| Германия                  | 4          |
| Италия                    | 1          |
| Норвегия                  | 3          |
| Швеция                    | 1          |
| Швейцария                 | 1          |
| Чарт (2002)               | Наив. поз. |
| Франция (SNEP)            | 39         |

| Чарт (2002)                  | Наив. поз. |
| ---------------------------- | ---------- |
| Бельгия (Валлония, Ultratop) | 2          |
| Франция (SNEP)               | 3          |
| Швейцария                    | 10         |

| Чарты за год (2002)          | Наив. поз. |
| ---------------------------- | ---------- |
| Бельгия (Валлония, Ultratop) | 4          |
| Франция                      | 7          |

| Страна  | Сертификация | Дата             | Сертифицированные продажи |
| ------- | ------------ | ---------------- | ------------------------- |
| Бельгия | Platinum     | 19 October 2002  | 50,000                    |
| Франция | Platinum     | 27 November 2002 | 500,000                   |

## Версия Лоры Брэниган
В 1984 году американская певица Лора Брэниган выпустила англоязычную версию этой песни (со словами, написанными Дайан Уоррен). Песня была включена в третий альбом Лоры Брэниган Self Control и выпущена как сингл с него.

### Список композиций
| №  | Название       | Длительность |
| -- | -------------- | ------------ |
| 1. | «Ti Amo»       | 4:18         |
| 2. | «Satisfaction» | 3:56         |

| №  | Название               | Длительность |
| -- | ---------------------- | ------------ |
| 1. | «Ti Amo»               | 4:18         |
| 2. | «Satisfaction»         | 3:56         |
| 3. | «I’m Not the Only One» | 3:22         |

### Чарты
| Чарт (1984)                                   | Наив. поз. |
| --------------------------------------------- | ---------- |
| Австралия                                     | 2          |
| Канада                                        | 5          |
| Новая Зеландия (RIANZ Singles Chart)          | 49         |
| Великобритания (UK Singles Chart)             | 100        |
| США (Billboard Hot 100)                       | 55         |
| США (Billboard Hot Adult Contemporary Tracks) | 22         |

## Версия Серхио Дальмы
В 2001 году испанский певец Серхио Дальма включил испаноязычную версию этой песни (под титулом «Te amo») в альбом Via Dalma II (свою вторую коллекцию испанских версий известных итальянских песен). Песня также вышла как второй сингл с этого альбома).
Песня в исполнении Серхио Дальмы достигла 10 места национального испанского чарта (издаваемого Productores de Música de España).

### Чарты
| Чарт (2011) | Наив. поз. |
| ----------- | ---------- |
| Испания     | 10         |